# Casimir Chevalier
Pour les articles homonymes, voir Chevalier.
Casimir Chevalier, né le 7 mars 1825 à Saché (Indre-et-Loire) et mort le 25 décembre 1893 à Tours, est un ecclésiastique, érudit et archéologue français.

## Biographie
Casimir Chevalier naît le 7 mars 1825 à Saché, en Indre-et-Loire, où son père Barthélémy exerce la profession de marchand de bois, mais il passe sa jeunesse chez un parent à Tours.
Après des études au petit séminaire de Tours, il est ordonné prêtre en 1848 ; il commence par être enseignant avant d'être nommé curé de paroisses de Touraine entre 1856 et 1869. Plus tard, il exerce la charge de clerc national de France auprès du Saint-Siège de 1878 à 1886, alors qu'à partir de 1869 il est nommé camérier du pape Léon XIII. Il réside alors à Rome.
En 1847, alors qu'il vient de réaliser, sur demande de l'abbé Jean-Jacques Bourassé, la traduction française des biographies latines de plusieurs personnages de l'Église, il se voit confier des responsabilités dans l’organisation du congrès scientifique tenu à Tours. Dès lors, il s'engage encore plus dans son rôle d'archéologue et d'historien. Il est président de la Société archéologique de Touraine de 1871 à 1875, à laquelle il avait adhéré dès 1848 et secrétaire perpétuel de la Société d'agriculture, arts, sciences et belles-lettres du département d'Indre-et-Loire de 1859 à 1879 dont il était membre depuis 1848 également. Casimir Chevalier est nommé chevalier dans l'ordre national de la Légion d'honneur en 1865 et, l'année suivante, il intègre l'Académie royale des sciences et lettres de Palerme (it). En 1875, il est fait officier de l'Instruction publique et, en 1878, le ministre de l’Instruction publique et des Beaux Arts le charge de dresser l’inventaire des objets d’arts des églises d’Indre-et-Loire.
Il meurt le 25 décembre 1893 à Tours, à l'âge de 68 ans.

## Distinctions
- Chevalier de la Légion d'honneur (1865)
- Officier de l'Instruction publique (1875)

## Œuvre et publications
Les connaissances approfondies de l'abbé Casimir Chevalier dans de nombreux domaines, acquises dès ses études au séminaire, font de lui un érudit à l'image de ceux qui émergent au XIXe siècle ; il s'inspire largement pour ses premiers travaux de l'approche méthodologique de Jean-Jacques Bourassé puis d'Arcisse de Caumont. Ses études de l'histoire des monuments de Touraine (château de Chenonceau, abbaye Notre-Dame de Noyers etc.) à partir du dépouillement de leurs chartriers en sont des exemples.

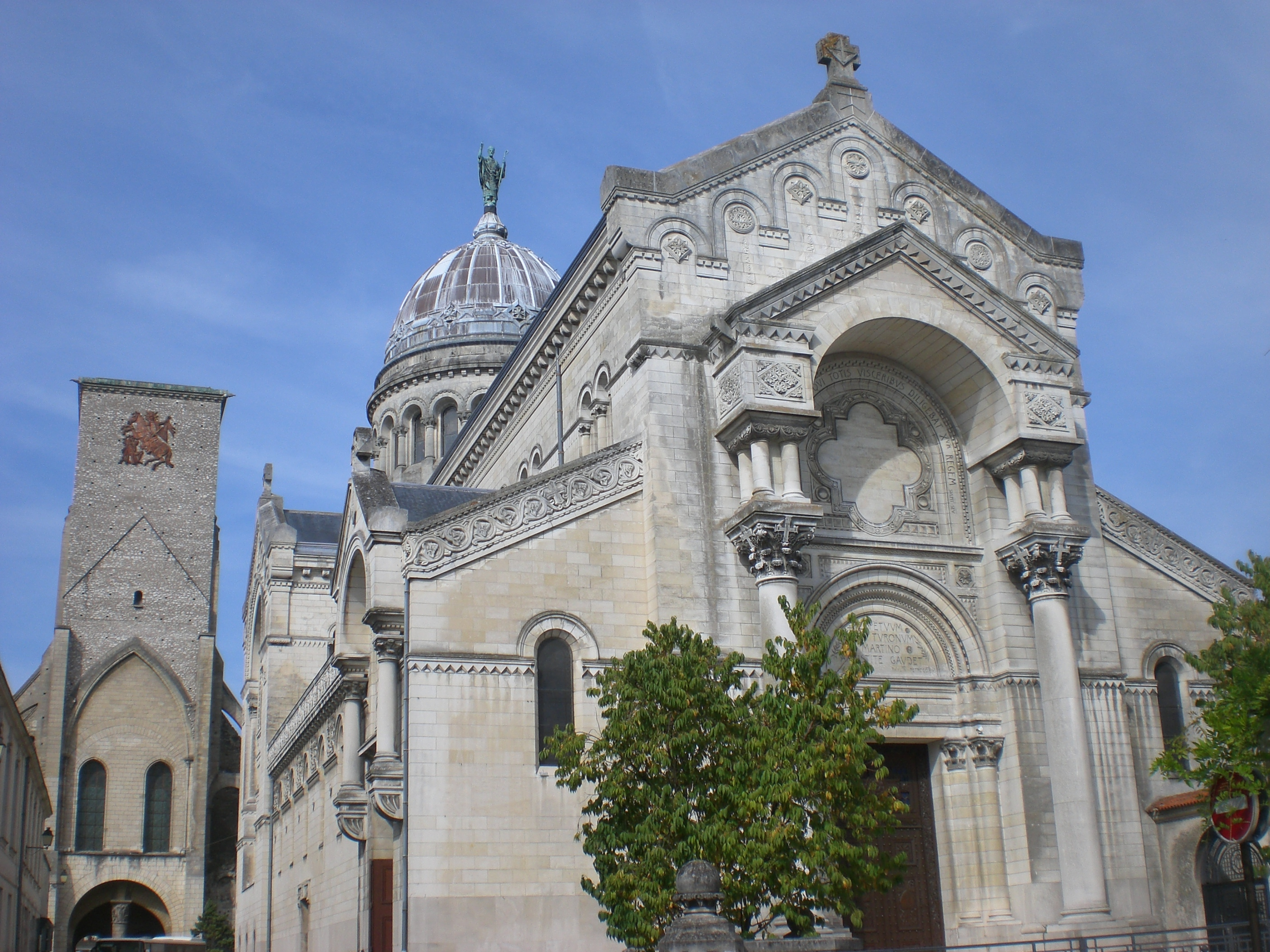
La basilique Saint-Martin de Tours (XIXe siècle).

Casimir Chevalier participe, aux côtés de l'architecte Victor Laloux et de l'archevêque de Tours Mgr Meignan, à l'élaboration du plan de la basilique Saint-Martin de Tours telle qu'elle est reconstruite à partir de 1886, défendant ce projet d'église néo-byzantine face à celui proposé par les tenants d'une reconstruction à l'identique de l'ancien monument roman. Ses prises de position lui valent de violentes attaques et il quitte la Société archéologique de Touraine en 1888.
Casimir Chevalier est également féru de sciences naturelles et humaines mais ses travaux ou ses publications sont encore fortement teintés des traditions religieuses. C'est ainsi qu'il émet de fortes réserves vis-à-vis des théories évolutionnistes développées par Charles Darwin, estimant que seule l'observation en temps réel de cette évolution permettrait de valider ces théories. Ses études sur la géologie de la Touraine évoquent également le rôle du Déluge qu'il ne qualifie plus de « biblique » ou celui des « révolutions du globe » de Georges Cuvier mais ne s'appuient que très peu sur la paléontologie.
En tant que clerc auprès du Vatican, Casimir Chevalier prend part à de nombreuses discussions diplomatiques ; il entrevoit déjà la séparation inéluctable des Églises et de l'État, actée en France en 1905. Lorsque le clergé tourangeau se divise vers 1860-1880 au sujet de la reconstruction de la basilique Saint-Martin, Casimir Chevalier plaide à Rome la cause de l'archevêque de Tours, dont le projet sera en définitive approuvé par le pape.
Une liste des publications de Casimir Chevalier établie à l'occasion du colloque qui lui est consacré à Tours en 2011 recense 270 ouvrages et articles, publiés entre 1847 et 1893.

## Pour en savoir plus